# Herred
Et herred (islandsk: hérað, bokmål: herred, nynorsk: herad, svensk: härad) betegner en mindre retskreds i et skandinavisk land. Fænomenet er kendt i de nordiske lande og fra England, hvorfra det har bredt sig til USA.

## Oprindelse
Ordet "herred" anvendes første gang i Norden i Knud den Helliges gavebrev fra 1085, hvori en række godsgaver til kirken i Lund stedfæstes til de sjællandske herreder, hvori de lå; derimod er det ikke tilfældet for de modsvarende godsgaver i Skåne. Den danske herredsinddeling kendes første gang fra Kong Valdemars Jordebog fra omkring 1232. Her er hele landet inddelt i henved 200 herreder, og Jylland tillige i 14 sysler overordnet herrederne. Herreds- og sysselinddelingen anvendes i det såkaldte "hovedstykke". Fra omtrent samme tid stammer de ældste landskabslove, der viser, at herreds- og sysselinddelingerne var faste retsinddelinger under landstinget. Herredsinddelingen synes ikke at være ældre end begyndelsen af middelalderen (måske slutningen af vikingetiden).

## Udbredelse
I Norden anvendtes herredbenævnelsen i hele Danmark, i det sydlige Norge og i de svenske götalandskaber, mens navnet hundare blev anvendt i Svealandskaberne, hvor benævnelsen härad i stedet betegnede et sogn eller en mindre bygd.

### Danmark
De danske herreder kunne senere blive underinddelt i birker.

### Norge
Herred som den snævreste judidiske og politisk-administrative enhed forekom i Norge kun på Østlandet, hvor det også i det store og hele faldt sammen med sognet, på Vestlandet og Nordenfjelds betyder det derimod kun i al almindelighed bygd. Organiserede herredsting eller herredsstævner fandtes derfor også kun på Østlandet, og nogen forbindelse mellem hersen og herredet har der sikkert aldrig været. Herredsinddelingen anses for at være ældre end rigssamlingen i Norge (uvist hvor meget), og de sidste levninger af herredet som tingkreds holdt sig endnu i de sidste århundreder af middelalderen. I det 19. århundrede blev ordet herred taget op igen i en helt ny betydning, idet de moderne, selvstændige kommuner fra 1863 over hele landet fik navnet herred.

### Sverige
Benævnelsen hundare i Sverige blev under kalmarunionen fortrængt af ordet "härad". I Bergslagen anvendte man i stedet benævnelsen bergslag og i Roslagen skeppslag. I de norrlandske landskaber kom herredsinddelingen aldrig i brug, og i Dalarna fandtes kun et enkelt herred, (Folkare härad, som dog muligvis tidligere kan have tilhørt Västmanland). Hele Dalarna kaldtes Dala hundare.